# Reseda media
Reseda media là một loài thực vật có hoa trong họ Resedaceae. Loài này được Lag. miêu tả khoa học đầu tiên năm 1816.